# Cárcamo de Dolores
El cárcamo de Dolores (también llamado del Lerma) es una obra hidráulica ubicada en la Segunda Sección del Bosque de Chapultepec, de la que destaca el conjunto arquitectónico integrado por el edificio obra del arquitecto Ricardo Rivas, en su interior el mural -originalmente subacuático- de El agua, origen de la vida del muralista mexicano Diego Rivera, la instalación artística Cámara Lambdoma, de Ariel Guzik; y en su exterior la Fuente de Tláloc, también de Rivera. El edificio se construyó en 1951, para conmemorar el final de las obras del  Sistema Lerma, que aún abastecen a la Ciudad de México de agua potable y pasan por el lugar aunque desviados del propio edificio, como originalmente se concibió. Actualmente es parte del Museo de Historia Natural.

## Historia

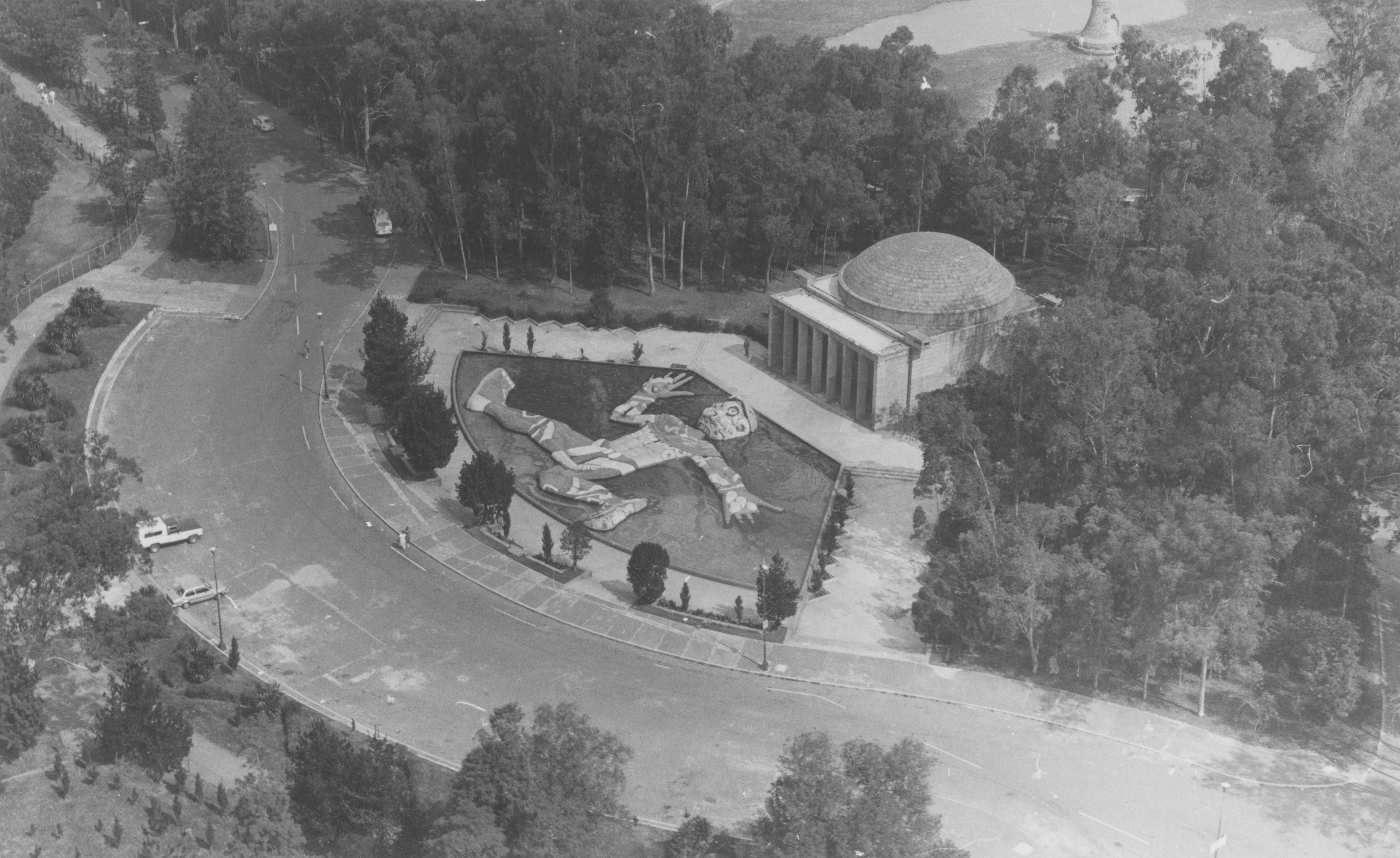
Toma aérea del cárcamo, fecha desconocida.

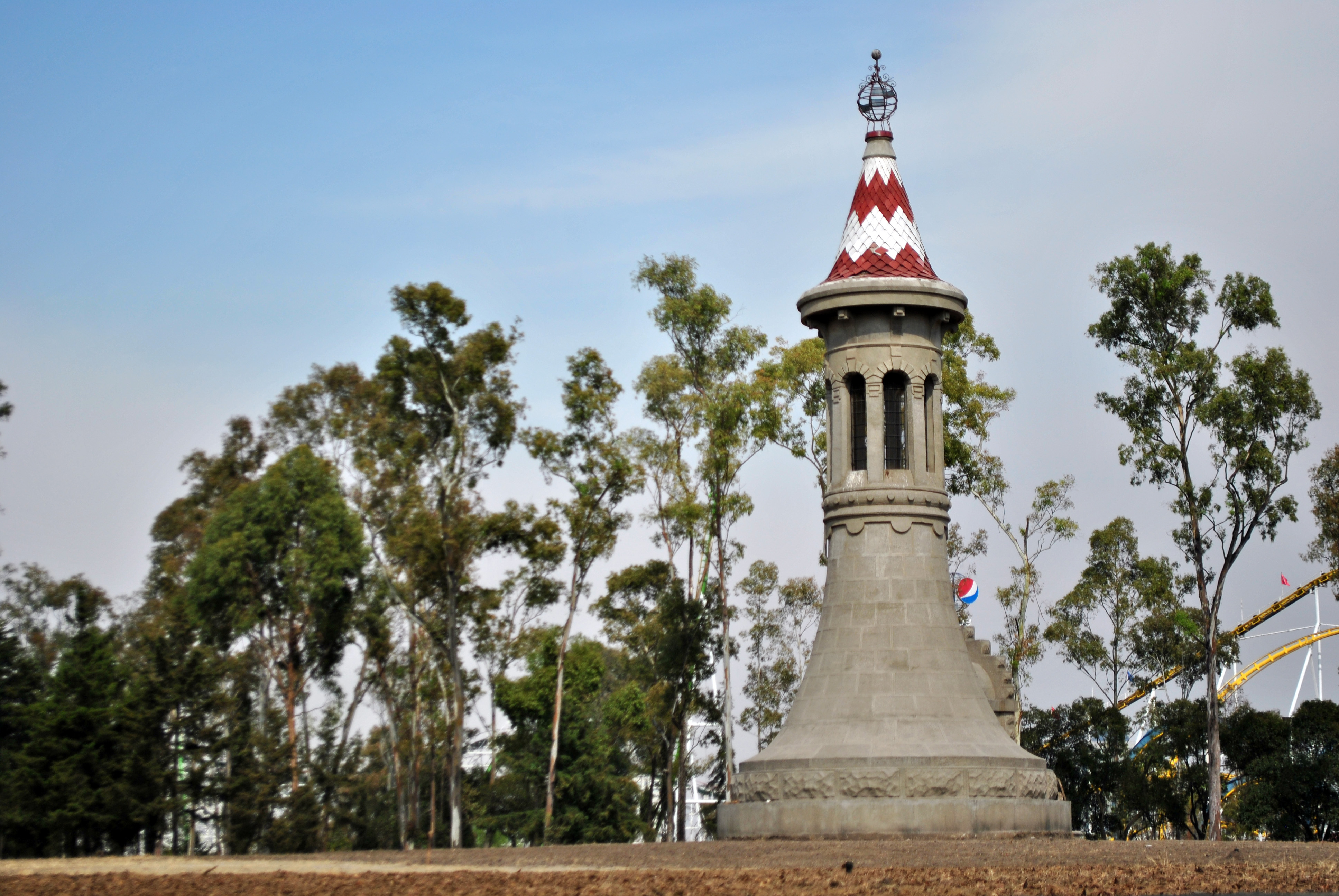
Remates de los tanques de almacenamiento.

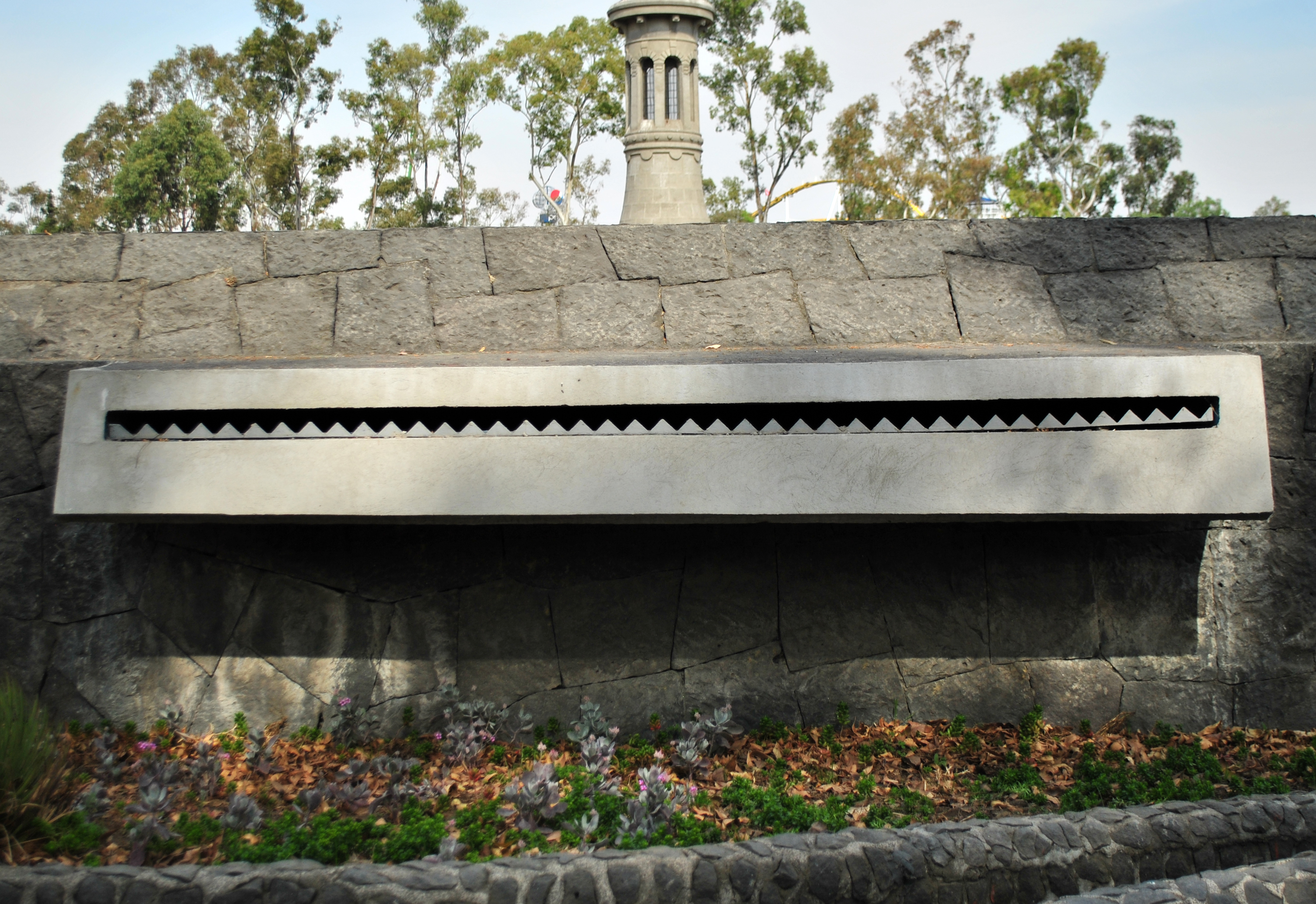
Elementos de la fuente de los tanques de almacenamiento, semejante a las gárgolas-remate del cárcamo.

Hacia 1941 se proyectó la Etapa 1 del Sistema Lerma, una solución hidráulica para abastecer de agua a los habitantes de la ciudad, particularmente los de la zona noroeste. El sistema lleva las aguas de la cuenca del Río Lerma en el Valle de Toluca hacia la Ciudad de México. Ello representó la construcción del túnel Atarasquillo – Dos Ríos, una estructura de 2.5 metros de diámetro que atravesó la Sierra de las Cruces hacia el Valle de México. El sistema culminaba en la actual zona de Chapultepec. El conjunto fue concebido por Rivera, Ricardo Rivas y el ingeniero Eduardo Molina, con el fin de integrar arte público a un edificio funcional y crear un concepto integral basado en el uso del agua en la cultura mexicana, referencias al arte de las culturas mesoamericanas, y la celebración del esfuerzo tecnológico.

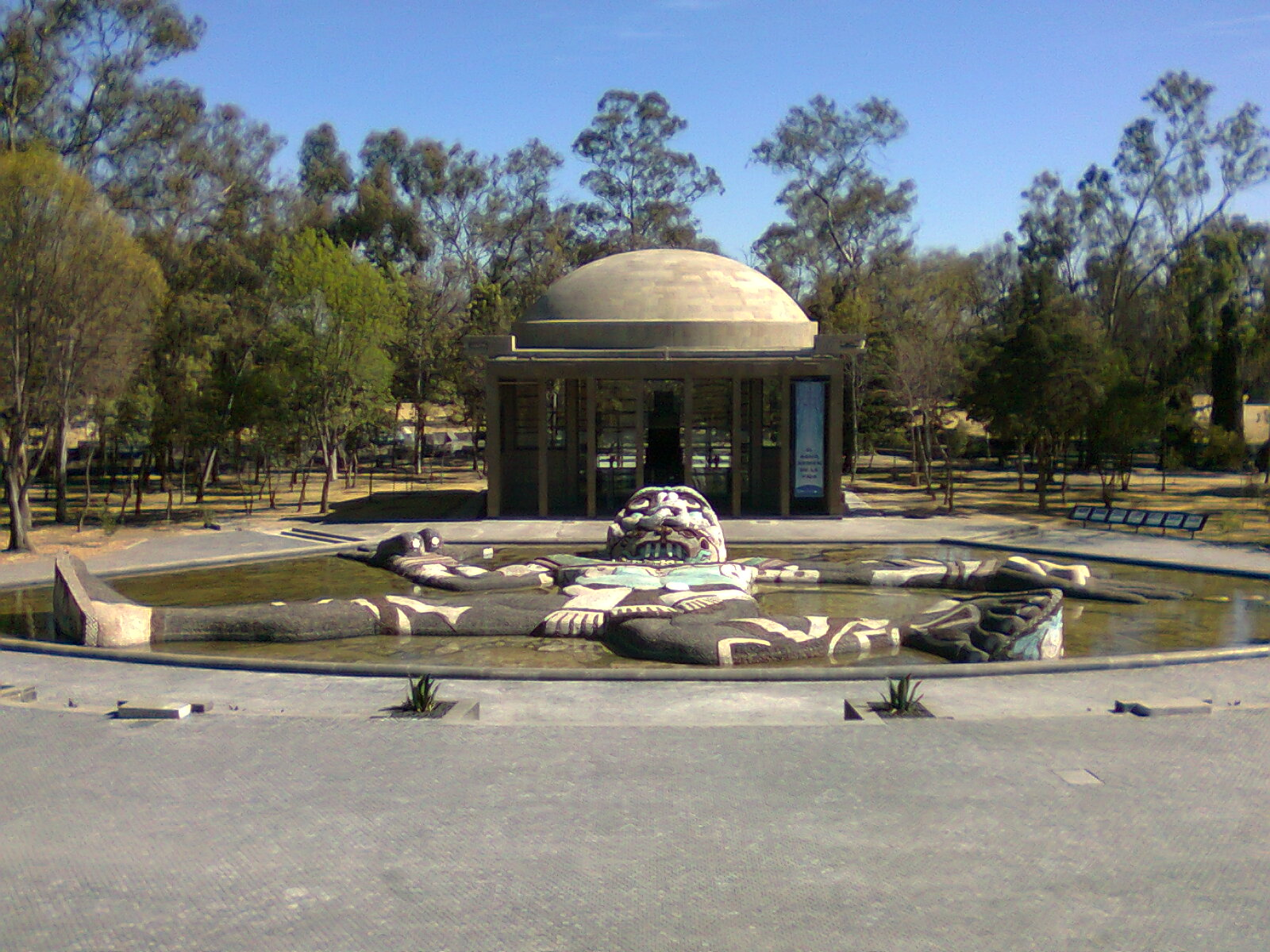
Vista completa del Cárcamo de Dolores

Por ello, el pintor plasmó un mural en un túnel que conduce a una gran tanque que se encuentra al centro del edificio y por donde "entraban" simbólicamente las aguas provenientes del Sistema Lerma hacia los grandes Tanques de Almacenamiento, que tienen remates de estilo neoclásico que funcionan como respiraderos y la Cámara Baja, ambos construidos a principios del siglo XX a un costado del edificio, que aprovechando la altura de su emplazamiento, aprovecharon el efecto gravitatorio para la distribución del líquido hacia la capital. Dichos tanques serían decorados posteriormente en la década de los sesenta por el arquitecto Leónides Guadarrama, añadiendo en su circunferencia, fuentes en forma de serpiente inspiradas en la misma estética del cárcamo.
El mural de Rivera dentro del conjunto fue restaurado en 1992, y a partir de 2008, el Cárcamo y su conjunto fueron restaurados integralmente.

## Conjunto

### Edificio

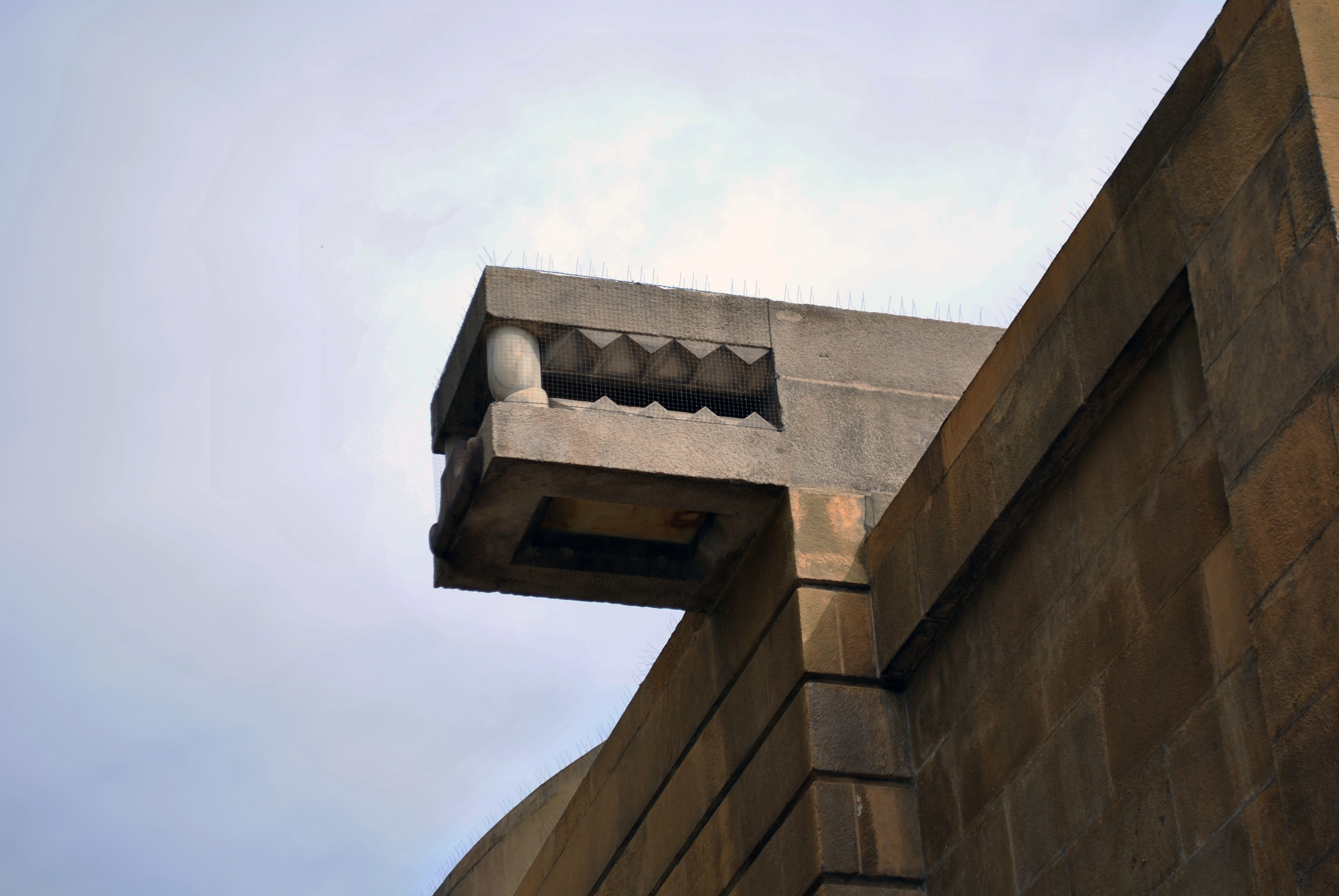
Remates-gárgola del edificio.

El edificio es obra del arquitecto Ricardo Rivas, de estilo funcionalista, con elementos inspirados y abstraídos en la arquitectura mesoamericana, notable en los cuatro remates-gárgola alusivos a Quetzalcóatl. Según la especialista Louise Noelle, el cárcamo se asemeja a un "templo clásico “anfipróstilo”, con una serie de columnas in antis al frente y en la parte posterior, que protegen a la cella o naos, donde se enseñorea la diosa agua". Fue proyectado inicialmente para ser decorado en su totalidad, incluidos muros, pechinas y tambor de la cúpula que remata el edificio y amplificó el sonido de las aguas corrientes provenientes del Lerma en todo el edificio pero Rivera sólo logró terminar la pintura en el tanque subacuático y la fuente exterior.
Rivas, integrante de la Unión de Arquitectos Socialistas y miembro del Partido Comunista Mexicano fue un arquitecto con pocas obras en la Ciudad de México, partidario de las soluciones arquitectónicas pensadas en la clase obrera. Es muy probable que el vínculo entre Rivas y Rivera haya ocurrido por su militancia de izquierda.
El edificio está dedicado a los trabajadores que perdieron la vida en la construcción del sistema hidráulico, como indica una placa en el acceso del lugar:

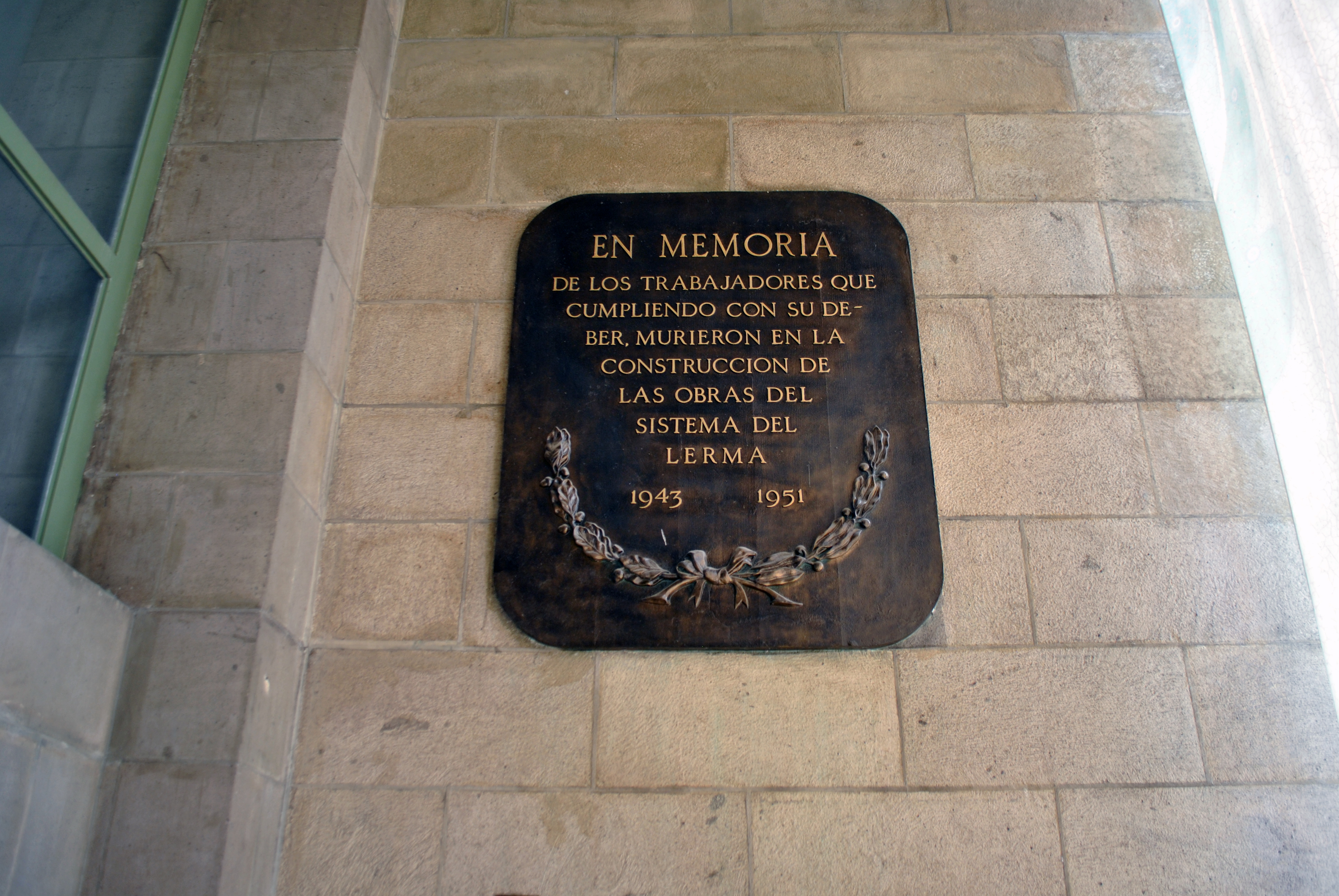
Placa en memoria de los trabajadores que perdieron la vida

### Mural
El mural fue pintado en el túnel que traía las aguas al cárcamo, las cuatro caras del tanque así como el piso del mismo. Rivas invitó a Rivera a hacer la integración plástica del edificio. Según el pintor su obra sería “una suma sintética y expresiva de sus funciones humanas… un elemento de unión y amalgamamiento entre la máquina que es el edificio y la sociedad humana que lo utiliza”., y fue, según sus palabras, el más fascinante encargo de su carrera pictórica.
Rivera se enfrentó ante un reto técnico al decidir los materiales que ocuparía al ser un mural subacuático. Fue convencido de usar una emulsión de poliestireno BKS-92, de fabricación estadounidense. El pintor descreía de la utilización de materiales novedosos de origen industrial por su durabilidad, dado que las leyes de oferta y demanda de los productos no priorizaban que fueran durables en el tiempo. Incluso, para garantizar su durabilidad frente al desgaste que le produciría el agua, fue sometido a pruebas de laboratorio y el recubrimiento permanecía intacto.
Rivera empleó para el mural una perspectiva para ser observada desde la parte superior y considerar los efectos que producía el reflejo del agua sobre el mural, que estaría completamente sumergido.

#### Descripción
El autor pensó en distintas lecturas con interpretaciones formales y simbólicas considerando dentro de ello a la fuente externa. Tiene como elemento esencial al agua y la abiogénesis, plasmándola en su dimensión científica, y en su dimensión social al ser distribuida hacia la población por el esfuerzo técnico, esencialmente de la clase obrera.
Puede observarse en el centro del piso un elemento central: el ocular de un microscopio en el instante en el que el caldo primitivo recibe las primeras descargas eléctricas, en consonancia con las hipótesis de Aleksandr Oparin. El autor tuvo contacto con la ciencia rusa desde su visita a la URSS en 1929, y siempre fue un apasionado de los estudios científicos, demostrado ello con erudición en sus entrevistas y en las referencias constantes a la misma en sus obras. Por ejemplo, el plasmar elementos microscópicos es un recurso que ya había relacionado en el mural El hombre controlador del universo del Palacio de Bellas Artes. De este centro parten innumerables microorganismos, en tránsito sobre franjas coloridas que rematan en formas estilizadas como chalchihuites, imitando la representación de cuerpos de agua en los códices prehispánicos y que prosiguen hasta el túnel. La secuencia evolutiva de estos microorganismos da origen a la vida, formando especies vegetales y animales de la que se desprenden dos figuras antropomorfas a la izquierda y derecha del tanque que emergen del agua: uno es un hombre de raza negra en el muro sur y una mujer de raza oriental en el norte.

"Una chispa de electricidad que anima los minerales en suspensión y se forma la primera célula viva; ésta se divide, se subdivide y siempre reproduciéndose así, forma colonias, micro-orgánicas primero y después, de más en más complicadas, poco a poco se integran al reino vegetal y animal hasta culminar en el vertebrado humano
Diego Rivera

El hombre es de raza negra y la mujer tiene rasgos asiáticos (con influencia del arte olmeca), plasmando Rivera así las tesis del origen del hombre planteados por la ciencia soviética en los años cincuenta. La mujer se encuentra embarazada, y a ella arriba un batracio de rasgos semejantes a los del pintor.
En la parte superior del túnel inicia la narrativa social del mural. Dos grandes manos obreras dan el agua a la ciudad, simbolizando el esfuerzo obrero para llevarla a los habitantes de la capital de México. Al lado izquierdo, se observa al ingeniero Daniel Hernández, quien da de beber a una anciana beata que representa a la aristocracia. Junto a ella un niño con traje de arlequín y un mono como mascota esperan su turno, lo que representa la imitación de estereotipos. Al fondo se observan edificios de la corriente Internacional, siendo reconocible el Hotel Reforma de Mario Pani. A la derecha del ingeniero un obrero perfora roca con maquinaria para extraer el agua, en tanto del lado derecho de las manos, dos obreros que perforan la roca con picos ofrecen agua a una familia obrera. Una niña sacia su sed y dos personas más esperan. Detrás de ellos, en contraposición a los edificios modernos del muro de enfrente, está representado un templo (teocalli). Los obreros dan de beber a ambos lados de las manos con sus propios cascos, simbolizando el trabajo obrero por el bien común.
A la derecha de la mujer, en el extremo nororiente del mural, una familia obrera usa el agua para cultivar una parcela. En el extremo opuesto, se representa el uso recreativo del agua con dos personas nadando. Una tiene el rostro de la hija del pintor, Ruth Rivera.
En el muro poniente, y debajo de las compuertas que regulaban el paso del agua al cárcamo, se observa a los ingenieros que participaron en la construcción del Sistema Lerma, con el arquitecto Rivas y el ingeniero Eduardo Molina al centro, quien extiende unos planos de color azul explicando el funcionamiento del sistema.
Debajo de ellos se representó las moléculas del cloro y del amoniaco, así como su combinación para producir el desinfectante que hace posible la potabilización del agua. Las compuertas, actualmente pintadas de rojo, están unidas a unas llaves que aún permanecen en la parte superior del tanque.

#### Deterioro y restauración
A pesar de las pruebas de laboratorio hechas al poliestiereno para su resistencia, la obra comenzó a deteriorarse de forma rápida. El mural estaba en contacto constante con el caudal del agua proveniente del Lerma, por lo que cinco años después ya presentaba un grave deterioro en el suelo y una gruesa capa de limo ya cubría buena parte de la superficie de los muros. Ante el deterioro, el mismo Rivera ofreció repetir la obra en mosaico, lo que no pudo realizar. La acción del agua, combinada con la temperatura interna del cárcamo así como la acción del agua en movimiento y los minerales del líquido perjudicaron el mural en definitiva, borrando el piso original.
En 1991 se planteó la recuperación del espacio, para lo que se realizó una colecta que reunió 1000 millones de pesos de entonces. La primera acción fue el desvío de las aguas para que el tanque no volviera a estar en contacto con el agua. Luego de dos años de trabajo, se restauró completamente el mural, del que un 20% se había perdido por completo, siendo el área más afectada el piso del tanque. Paradójicamente fue el agua la que provocó dicha destrucción, y la elección de un material industrial por Rivera distinto a los tradicionales; pero el uso del poliestireno con una técnica de fresco facilitó su recuperación.
En 2002 el cárcamo fue reabierto de nuevo al público, y en 2010 fue sometido a una restauración integral con una inversión de 20 millones de pesos; fue limpiada la cantera, el ónix y el mármol del edificio, así como las gárgolas y lámparas. En el mural se colocaron los fragmentos de pintura que se habían desprendido.

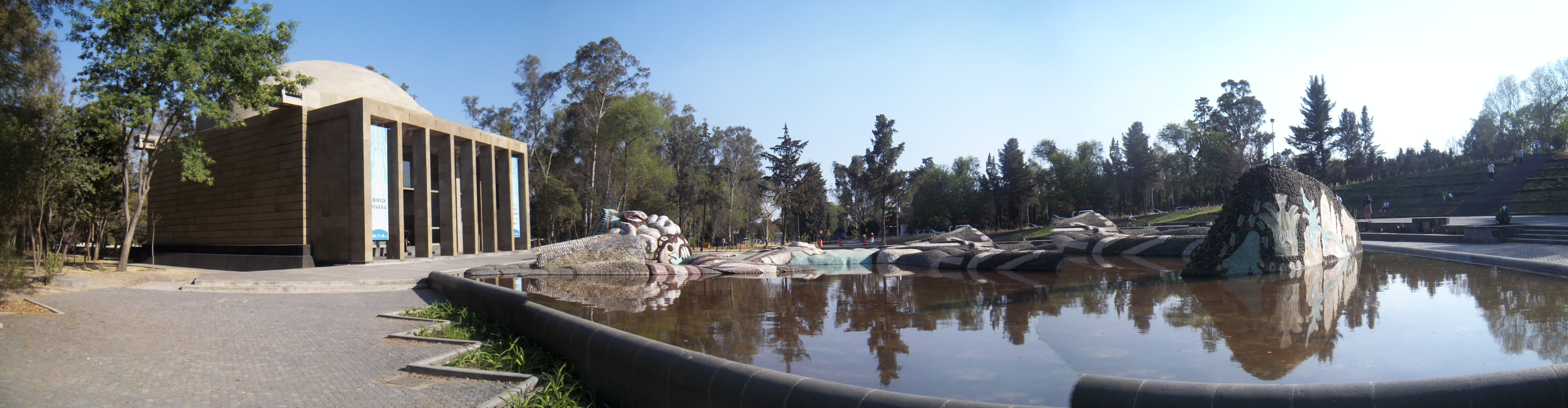
Conjunto: el edificio a la izquierda y la fuente a la derecha.

### Fuente de Tláloc
Al exterior del cárcamo hay una fuente sobre un espejo de agua con una escultura del dios Tláloc. La deidad está hecha de mosaicos y piedras de colores. Es bicéfala, con una parte de su rostro mirando hacia el cielo y que tiene una fuente que lanza agua, y otro apuntando hacia la puerta del cárcamo, como un túnel. La finalidad del monumento era que se mirara esencialmente desde el cielo, al considerar Rivera que el monumento quedaría en la ruta de entrada de los aviones al DF, que por entonces volaban más bajo que hoy y que podrían distinguir la escultura.
Tláloc emerge del cieno en el que se encuentran representaciones de Quetzalcóatl y símbolos acuáticos. La deidad, con los atributos clásicos de la iconografía prehispánica (anteojeras, lengua bífida) tiene en una mano una mazorca de maíz que toma de una milpa en la que está lloviendo, y en la otra cuatro semillas de maíz que regresa a la tierra. Se puede observar en los mosaicos la fecha 9 caña, que equivale al año 1943. En la restauración del 2010 la fuente se consolidó y se repusieron un 40% de las piedras y mosaicos del cuerpo de Tláloc que se habían desprendido.

### Cámara Lambdoma

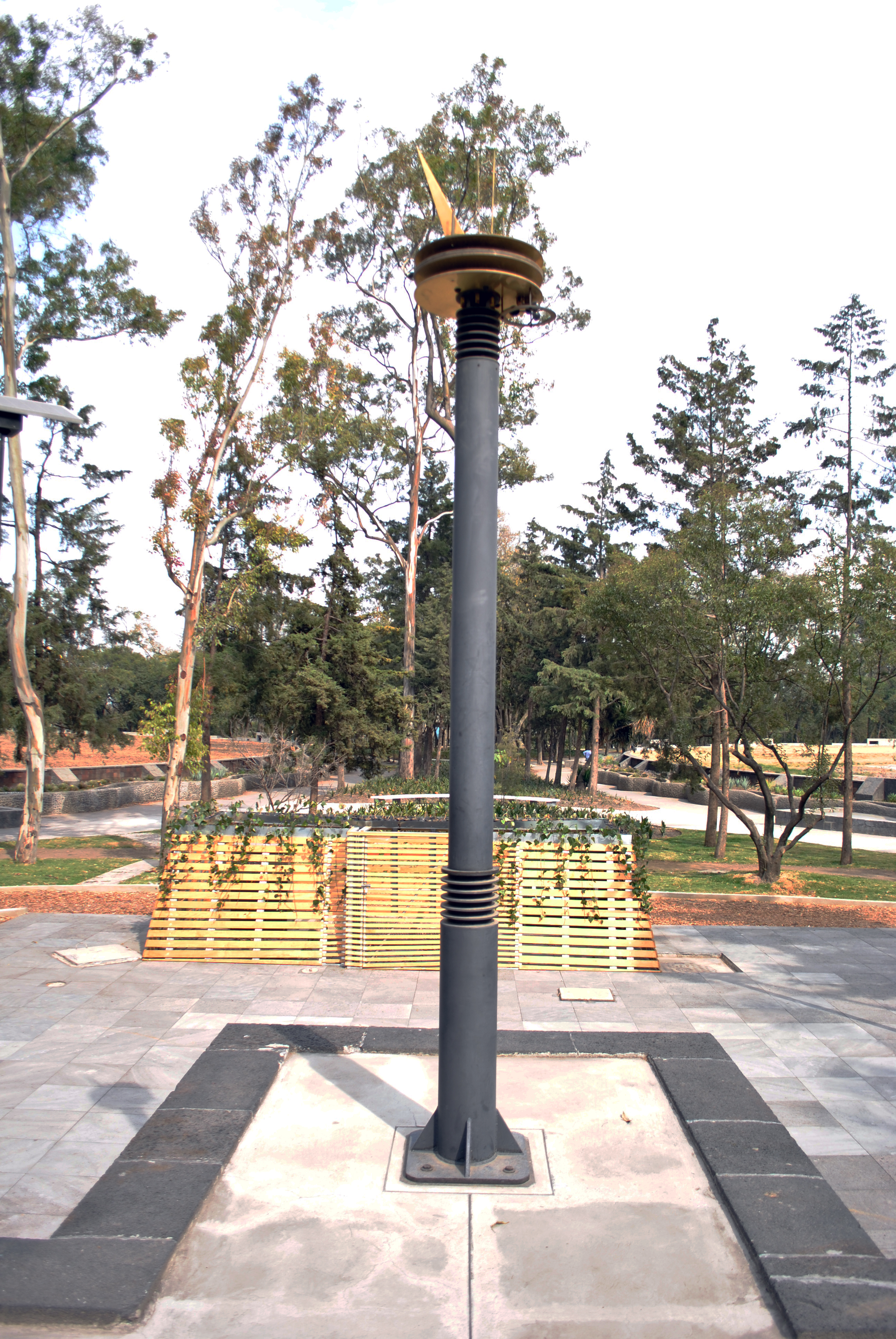
Dispositivo de colección de señales meteorológicas al exterior del Cárcamo.

Dentro de la restauración integral de 2010, el artista Ariel Guzik realizó la Cámara Lambdoma, una intervención sonora dentro del edificio del cárcamo. Según Guzik, el único fracaso del recinto de Rivera fue el destierro de la corriente de agua, motivo principal del conjunto artístico, con el fin de preservar la integridad del mural en el futuro.

La Cámara Lambdoma fue hecha para evocar de nueva cuenta la presencia del agua en el recinto.
"La Cámara de Lambdoma", Ariel Guzik.

La Cámara Lambdoma busca materializar de forma artística las fuerzas naturales y convertirlas en sonidos. Para ello, ocupó el modelo Lambdoma propuesto por Pitágoras para reinterpretar el ruido blanco de los impulsos naturales en ondas sonoras. La instalación comprende:

...un sensor de la sonoridad del flujo del agua, su caudal y el ruido térmico que produce; dos juegos de pipas que integran el órgano de armónicos y subarmónicos; una torre de colección de señales meteorológicas para controlar tesituras y matices de este órgano y un tablero de mecanismos y controles visible por el público.
El sensor de la sonoridad del flujo de agua está constituido por elementos sumergibles que detectan la sonoridad y la entropía producida en un cristal semiconductor. Aporta la señal de ruido blanco que junto con otras señales provenientes de la torre meteorológica, hace fluir los ensambles armónicos y subarmónicos de la cámara.
El sistema de colección de señales meteorológicas es un instrumento constituido por múltiples elementos que provee de las señales que determinan los matices en los coros del órgano, de tal forma que las nubes, los cielos nublados, el viento, la lluvia, la llovizna, el cenit, el crepúsculo y los movimientos telúricos producen, en los acordes de la cámara, acentos y tensiones.
"La Cámara de Lambdoma", Ariel Guzik.

Las señales colectadas por los sensores son reproducidas a través de dos tubos de dos juegos de pipas, como partes de un órgano enorme instalado en ambos muros del edificio, que emiten una serie de armónicos y subarmónicos.
Fue inaugurada el 16 de julio de 2011, con una improvisación sonora hecha por los músicos Juan Pablo Villa, Juan Cristóbal Pérez Grobet, Daniel Aspuru y el propio autor.

### Jardines
Como parte de la restauración de 2010, el arquitecto Alberto Kalach realizó frente al cárcamo una plaza, que consiste en una pirámide-ágora con serie de taludes que funcionan como un nuevo foro al aire libre con capacidad para 700 personas, y como punto para la observación integral del conjunto. El arquitecto rediseñó el área jardinada con una nueva paleta vegetal.